# Cardiobacteriaceae
Cardiobacteriaceae é uma família de bactérias gram-negativas do filo Proteobacteria. É a única famílias na ordem Cardiobacteriales.

## Gêneros
- Cardiobacterium
- Dichelobacter
- Suttonella